# Quốc gia đệm

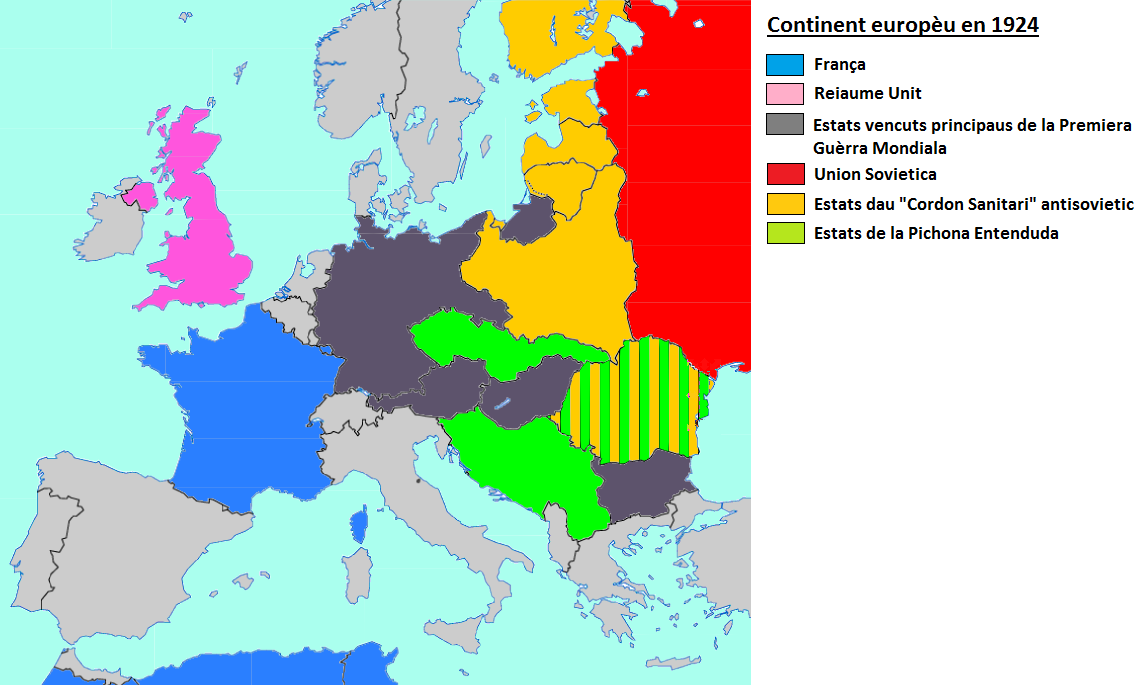
Quốc gia đệm là một quốc gia nằm giữa hai quốc gia đối thủ hoặc có khả năng thù địch

Quốc gia đệm là một quốc gia nằm giữa hai quốc gia đối thủ hoặc có khả năng thù địch. Sự tồn tại của quốc gia đệm đôi khi có thể được cho là để ngăn chặn xung đột giữa hai nước đối thủ hùng mạnh. Trạng thái đệm gồm quốc gia đệm hoặc đôi khi là một khu vực đệm (hay vùng đệm) được hai cường quốc thống nhất nằm giữa hai nước đó, được phi quân sự hóa, không có quân đội của hai cường quốc (mặc dù thường sẽ có lực lượng quân sự riêng của quốc gia đệm đó). Cuộc xâm lược của một quốc gia đệm bởi một trong những quyền lực xung quanh nó thường sẽ dẫn đến chiến tranh giữa các cường quốc.
Nghiên cứu cho thấy rằng các trạng thái đệm có nhiều khả năng bị chinh phục và chiếm đóng hơn đáng kể so với các trạng thái không đệm. Điều này là do "các cường quốc có lợi ích trong việc bảo vệ quốc gia đệm thực tế bởi các vấn đề có nguy cơ an ninh sống còn. Khu vực hoặc các cường quốc xung quanh quốc gia đệm đối mặt với một chiến lược bắt buộc phải có quốc gia đệm: nếu những quyền lực này không hành động kiểm soát trạng thái đệm, họ sợ rằng đối thủ của họ sẽ thay thế họ. Ngược lại, những lo ngại này không áp dụng cho các quốc gia không phải quốc gia đệm, nơi đó các cường quốc không phải đối mặt với sự cạnh tranh để gây ảnh hưởng hay kiểm soát.
Các trạng thái đệm khi thực sự độc lập thường theo đuổi chính sách đối ngoại trung lập, chúng khác biệt với các trạng thái vệ tinh.
Khái niệm về các quốc gia đệm là một phần của lý thuyết về sự cân bằng quyền lực đã đi vào tư duy chiến lược và ngoại giao của châu Âu trong thế kỷ 17.

## Quốc gia đệm lịch sử
Một số quốc gia với trạng thái đệm bao gồm:

### Châu Mỹ
- Uruguay như một vùng đệm phi quân sự giữa Argentina và Đế quốc Brasil trong thời kỳ độc lập ở Nam Mỹ.[2][3]
- Paraguay được duy trì sau khi kết thúc Chiến tranh Tam Đồng minh vào năm 1870, như một lãnh thổ ngăn cách Argentina và Brasil.[4]
- Thuộc địa Georgia vào thế kỷ 18, là một quốc gia vùng đệm giữa Tây Ban Nha - quyền lực tại Florida và người Anh kiểm soát Mười ba thuộc địa bao gồm Đông Duyên hải Hoa Kỳ.[5]

### Châu Á
- Bắc Triều Tiên trong và sau Chiến tranh Lạnh, được một số nhà phân tích coi là quốc gia đệm giữa các lực lượng quân sự của Trung Quốc và các lực lượng Hoa Kỳ tại Hàn Quốc, Nhật Bản và hạm đội Hoa Kỳ tại Đài Loan.[6]
- Trong Thế chiến II, Mãn Châu là một quốc gia đệm thân Nhật Bản giữa Đế quốc Nhật Bản, Liên Xô và Trung Hoa Dân quốc. Triều Tiên dưới sự cai trị của Nhật Bản cũng là vùng đệm giữa Đế quốc Nhật Bản và Liên Xô.
- Xiêm, phải từ bỏ quyền bá chủ của mình đối với Lào và Campuchia và trao nhượng bộ thương mại cho Pháp nhưng đã giữ được độc lập như một quốc gia đệm giữa Raj thuộc Anh, Mã Lai thuộc Anh và Đông Dương thuộc Pháp.[7][8]
- Cộng hòa Viễn Đông là một nhà nước chính thức độc lập được tạo ra để hoạt động như một bộ đệm giữa Nga Bolshevik và Đế quốc Nhật Bản.[9][10]
- Afghanistan là một quốc gia đệm giữa Đế quốc Anh (cai trị phần lớn Nam Á) và Đế quốc Nga (cai trị phần lớn Trung Á) trong các cuộc xung đột của Nga ở Châu Á trong thế kỷ 19, với Hành lang Wakhan sau đó mở rộng vùng đệm về phía đông đến biên giới Trung Quốc.[11]
- Các quốc gia Himalaya Nepal, Bhutan và Sikkim là các quốc gia đệm giữa Đế quốc Anh và Trung Quốc, sau đó là giữa Trung Quốc và Ấn Độ, năm 1962 đã nổ ra Chiến tranh Trung-Ấn nơi hai cường quốc khu vực giáp ranh với nhau.[12][13]
- Mông Cổ, đóng vai trò là vùng đệm giữa Liên Xô và Trung Quốc cho đến năm 1991 và hiện đóng vai trò là vùng đệm giữa Nga và Trung Quốc.[14]
- Vương quốc Armenia là một vùng đệm thường xuyên tranh chấp giữa đế chế La Mã (cũng như sau này Đế chế Byzantine) và các nhà nước khác nhau Ba Tư và Hồi giáo.

### Châu Phi
- Triều đại Saadi của Vương quốc Hồi giáo Morocco có trạng thái là một quốc gia vùng đệm giữa Đế chế Ottoman, Tây Ban Nha và Bồ Đào Nha vào thế kỷ thứ 16.[15]

### Châu Âu
- Bỉ trước Thế chiến I, có vai trò như một quốc gia đệm giữa Pháp, Phổ (sau năm 1871 là Đế quốc Đức), Vương quốc Anh và Vương quốc Hà Lan.[16]
- Rheinland phục vụ như một vùng đệm phi quân sự giữa Pháp và Đức trong những năm giữa chiến tranh thế giới những năm 1920 và đầu những năm 1930. Có những nỗ lực ban đầu của Pháp trong việc tạo ra Cộng hòa Rhineland.[17]
- Qasim Khanate, giữa Muscovy và Kazan Khanate.[18]
- Ba Lan và các quốc gia khác giữa Đức và Liên Xô đôi khi được mô tả là các quốc gia đệm, ngay cả khi họ là các quốc gia không cộng sản trước Thế chiến II,[19] và khi họ là các quốc gia cộng sản sau Thế chiến II.[20]
- Trong Chiến tranh Lạnh, Nam Tư là một quốc gia đệm giữa NATO và khối Hiệp ước Warsaw sau khi chia rẽ giữa Tito và Stalin năm 1948.
- Ukraine đã được các chuyên gia như John Mearsheimer[21] và Stephen Walt[22] mô tả là một quốc gia đệm giữa Nga và khối NATO,[21][22] ít nhất là tới vụ lật đổ cựu Tổng thống Viktor Yanukovych vào tháng 2 năm 2014.[22]